# Donja Jošanica
Donja Jošanica (en serbe cyrillique : Доња Јошаница) est un village de Serbie situé dans la municipalité de Blace, district de Toplica. Au recensement de 2011, il comptait 95 habitants.

## Démographie
| 1948 | 1953 | 1961 | 1971 | 1981 | 1991 | 2002 | 2011 |
| ---- | ---- | ---- | ---- | ---- | ---- | ---- | ---- |
| 410  | 426  | 377  | 290  | 199  | 142  | 98   | 95   |

|  |